# Hørsholm község
Hørsholm község (dánul: Hørsholm Kommune) Dánia 98 községének (kommune, helyi önkormányzattal rendelkező közigazgatási egység) egyike. A Hovedstaden régióban található. Hørsholm község Rudersdal, Allerød, Fredensborg, Landskrona és Kävlinge községekkel határos. Lakosainak száma 24 917 fő (2021. január 1.).